# 2010 TK7

Các điểm Lagrange trong hệ Mặt Trời-Trái Đất

2010 TK7 là tiểu hành tinh Troia đầu tiên được phát hiện có chung quỹ đạo với Trái Đất quanh Mặt Trời. Các thiên thể Troia quay trên cùng quỹ đạo của hành tinh hay vệ tinh cách thiên thể chính khoảng 60 độ về phía trước hoặc sau trong kiểu cộng hưởng quỹ đạo bằng 1:1; những vật thể này đã được quan sát trước đây đối với Sao Hỏa, Sao Mộc, Sao Hải Vương và một vài vệ tinh tự nhiên của Sao Thổ.
2010 TK7 có đường kính khoảng 300 mét. Đường đi của nó dao động quanh điểm Lagrange L4 của hệ Trái Đất-Mặt Trời (60 độ phía trước Trái Đất), đu đưa từ điểm tiếp cận gần Trái Đất nhất đến điểm tiếp cận gần điểm L3 nhất, với chu kỳ khoảng 395 năm.
Tiểu hành tinh này được phát hiện năm 2010 bởi các nhà thiên văn học từ Đại học Athabasca, UCLA, và Đại học Tây Ontario nhờ sử dụng Kính thiên văn khảo sát hồng ngoại trường rộng (WISE) của NASA.

## Phát hiện
Kính thiên văn khảo sát hồng ngoại trường rộng (WISE), là kính thiên văn không gian được phóng lên quỹ đạo quanh Trái Đất tháng 12 năm 2009. Nó đã chụp được hình ảnh của 2010 TK7 vào tháng 10 năm 2010 trong khi thực hiện nhiệm vụ quét toàn bộ bầu trời trong thời gian từ tháng 1 năm 2010 đến tháng 2 năm 2011. Việc nhận ra một tiểu hành tinh có quỹ đạo gần trùng với quỹ đạo của Trái Đất là rất khó khi quan sát từ mặt đất, bởi vì vị trí của chúng thường xuất hiện trên bầu trời vào ban ngày. Sau khi phát hiện ra 2010 TK7, các nhà thiên văn ở Đại học Hawaii và đài quan sát Canada-Pháp-Hawaii đã tiếp tục theo dõi và họ suy ra được quỹ đạo của nó vào ngày 21 tháng 5 năm 2011 và đặc trưng chuyển động của một thiên thể Troia được công bố vào tháng 7 năm 2011.

## Đặc tính quỹ đạo và tính chất vật lý

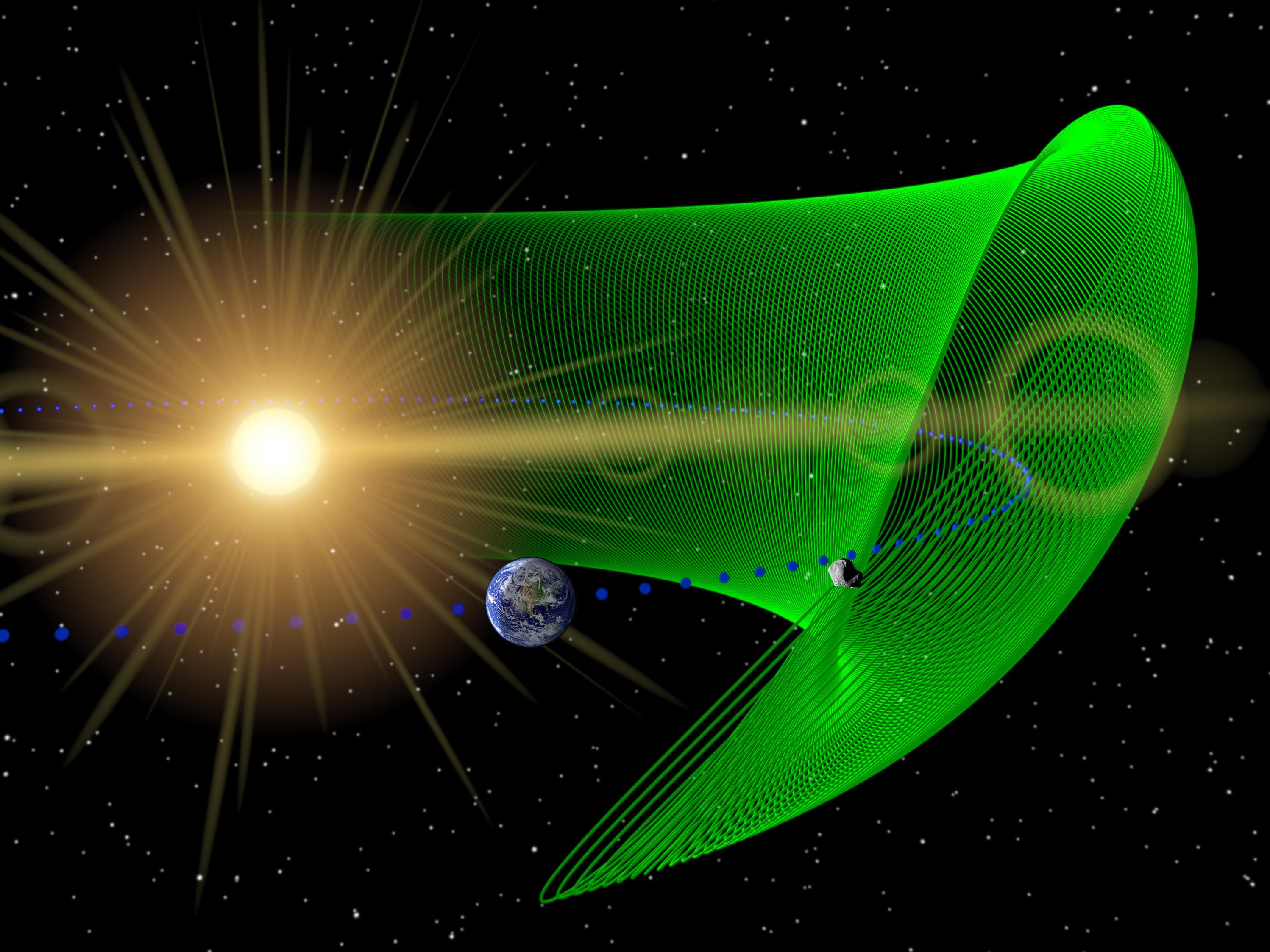
Quỹ đạo của 2010 TK7 (xanh) phía trước Trái Đất so với quỹ đạo của Trái Đất (chấm lục)

2010 TK7 có cấp sao tuyệt đối khoảng 20,6. Người ta ước lượng nó có đường kính khoảng 300 mét dựa trên giả sử tiểu hành tinh này có suất phản chiếu bằng 0,1. Các nhà thiên văn vẫn chưa thu thập được dữ liệu từ phân tích phổ cho phép suy luận ra thành phần của nó.
Tiểu hành tinh này có chu kỳ quỹ đạo khoảng 365,389 ngày, so với chu kỳ của Trái Đất là 365,256 ngày. Với độ lệch tâm quỹ đạo e = 0,191, khoảng cách từ 2010 TK7 đến Mặt Trời thay đổi hàng năm từ 0,81 AU đến 1,19 AU.
Các thiên thể Troia thường không quay quanh chính những điểm Lagrange mà dao động quanh chúng theo những vòng hình con nòng nọc (khi nhìn trong hệ quy chiếu quay cùng với tiểu hành tinh trong khi hành tinh và điểm Lagrange đứng yên). Tuy nhiên, vòng quỹ đạo của 2010 TK7 dường như có độ dẹt rất khác thường do thỉnh thoảng nó di chuyển đến gần phía đối diện với Trái Đất qua Mặt Trời (gần điểm L3. Quỹ đạo của nó không gần hơn Trái Đất khoảng 20 triệu kilômét hay gấp 50 lần khoảng cách từ Trái Đất đến Mặt Trăng. 2010 TK7 hiện tại đang gần Trái Đất ở điểm cuối của quỹ đạo vòng con nòng nọc.
Quỹ đạo của 2010 TK7 có đặc trưng hỗn loạn,khiến cho việc tiên đoán chuyển động và vị trí của nó trong thời gian dài là khó khăn. Theo ước tính vào năm 500 Công Nguyên, có thể tiểu hành tinh này dao động quanh điểm Lagrange L5 (60 độ sau Trái Đất), sau đó đi qua điểm L3 trước khi nhảy đến điểm L4. Cũng có khả năng về sự đu đưa không ổn định của 2010 TK7 trong thời gian ngắn quanh L3, và xảy ra những sự chuyển tiếp của quỹ đạo hình móng ngựa của tiểu hành tinh này.

## Ý nghĩa
2010 TK7 được coi là thiên thể Troia đầu tiên của Trái Đất. Những tiểu hành tinh này trong tương lai có thể là nguồn cung cấp những nguyên tố hiếm trên Trái Đất. Các tiểu hành tinh đa phần có thành phần tương tự như Trái Đất có thể là những nguồn giàu các kim loại hiến do chính kích thước nhỏ của chúng mà trong quá trình hình thành, tiểu hành tinh bị lạnh nhanh hơn hành tinh khiến cho các nguyên tố nặng chưa thể chìm xuống lõi của chúng như xảy ra đối với trên Trái Đất.

## Khả năng thám hiểm trong tương lai
Các thiên thể Troia của Trái Đất có lẽ sẽ không là mục tiêu thám hiểm trong tương lai gần do đặc trưng quỹ đạo của chúng quanh Mặt Trời với mặt phẳng quỹ đạo nghiêng khoảng 21 độ so với mặt phẳng hoàng đạo. Do nó chuyển động phía xa bên dưới và bên trên của quỹ đạo Trái Đất, nên sẽ cần thêm nhiều nhiên liệu để cho các tàu thăm dò tới được nó.